# Zwart-gele hapvogel
De zwart-gele hapvogel (Eurylaimus ochromalus) is een zangvogel die behoort tot de onderorde schreeuwvogels (suboscines). Net als de andere breedbekken is dit een plompe vogel van ca. 16 cm lengte met een forse, brede snavel. De vogel is gebonden aan tropisch regenbos.

## Kenmerken
De volwassen zwart-gele hapvogel is zoals de naam al zegt zwart met geel. De bovenkop, rug en vleugels zijn zwart. Op de vleugels zitten gele vlekken en ook de stuit en de onderbuik is geel. Opvallend zijn verder een duidelijke witte kraag en daaronder een smalle (soms onderbroken) zwarte borstband. De borst is lichtroze.

## Verspreiding en leefgebied
De vogel komt voor op Malakka, Sumatra en Borneo. Het leefgebied bestaat uit tropisch regenbos in het laagland en heuvelland tot 1200 m boven de zeespiegel.

## Status
Omdat door houtkap het laagland tropisch regenbos in hoog tempo verdwijnt, staat deze soort als gevoelig op de internationale rode lijst.